# Jindřichův Hradec (stacja kolejowa)
Jindřichův Hradec – stacja kolejowa w miejscowości Jindřichův Hradec, w kraju południowoczeskim, w Czechach. Znajduje się na linii 225 Havlíčkův Brod – Veselí nad Lužnicí, na wysokości 470 m n.p.m..  

## Linie kolejowe
- 225: Havlíčkův Brod – Veselí nad Lužnicí
- 228: Jindřichův Hradec – Obrataň
- 229: Jindřichův Hradec – Nová Bystřice